# 里哈德·帕夫利科夫斯基
里哈德·帕夫利科夫斯基（1975年3月3日—），斯洛伐克男子冰球运动员，场上位置是后卫。他曾代表斯洛伐克参加2002年冬季奥林匹克运动会冰球比赛，获得第13名。